# Jan Józef Nosek
Jan Józef Nosek (ur. 12 maja 1880 w Białczu Nowym, zm. 9 lutego 1959 w Brońsku) – poseł na Sejm II i III kadencji.
W 1928 uzyskał mandat z listy Polskiego Bloku Katolickiego (PSL „Piast” i Chrześcijańska Demokracja) w okręgu Szamotuły. W 1930 zdobył mandat z listy Centrolewu, należał do Klubu Poselskiego Posłów Chłopskich.
Odznaczony Krzyżem Oficerskim Orderu Odrodzenia Polski. Po wojnie był honorowym członkiem Zjednoczonego Stronnictwa Ludowego.